# Isotealia dubia
Isotealia dubia is een zeeanemonensoort uit de familie Actiniidae.
Isotealia dubia is voor het eerst wetenschappelijk beschreven door Wassilieff in 1908.